# Ralph Pulitzer
Pour les articles homonymes, voir Pulitzer.
Ralph Pulitzer (né le 11 juin 1879 à Saint-Louis au Missouri, mort le 14 juin 1939) est un dirigeant de presse américain. À la mort de son père Joseph Pulitzer en octobre 1911, il devient le président de la Press Publishing Company, qui publie alors le New York World et l'Evening World, et prend le contrôle de l'empire de presse fondé par son père. Il est un des hommes les plus influents dans le domaine du journalisme américain de l'époque.

## Biographie
Né à Saint-Louis au Missouri, il étudie à la St. Mark's School puis à l'université Harvard.
Il a été marié à deux reprises, et a eu deux fils, Ralph Jr. et Seward Webb Pulitzer. Sa deuxième femme, Margaret Leech, a reçu après sa mort deux prix Pulitzer.
Ralph Pulitzer prend le contrôle en 1911 de la Press Publishing Company fondée par son père Joseph Pulitzer.
Il est l'auteur d'un ouvrage intitulé "Au-dessus du front en aéroplane et scènes de tranchées françaises et flamandes" (Over the Front in an Aeroplane and scenes inside the French and Flemish Trenches) qu'il a écrit après avoir passé quelques jours en France durant la Première Guerre mondiale.
Il a été un soutien actif aux National Air Races, des courses aériennes qu'il avait doté d'un prix appelé le Pulitzer Trophy Race.
Il meurt le 14 juin 1939 à l'âge de 60 ans, à la suite d'une opération chirurgicale.